# Буковец (Калушский район)
Буковец (укр. Буковець) — село в Болеховской городской общине Калушского района Ивано-Франковской области Украины.
Население по переписи 2001 года составляло 167 человек. Почтовый индекс — 77221. Телефонный код — 03437.